# 秋田県道164号二井山大森線
秋田県道164号二井山大森線（あきたけんどう164ごう にいやまおおもりせん）は、秋田県横手市を通る一般県道である。

## 概要
秋田県道48号横手東由利線（出羽丘陵広域農道）の東由利方向から直通、北上し、七滝川沿いを進み、終点の横手市大森町上溝で秋田県道29号横手大森大内線（出羽丘陵広域農道）東方向へ直通する。

### 路線データ
- 総延長 : 3.974 km[3]
- 実延長 : 3.974 km[3]
- 起点 : 秋田県横手市雄物川町二井山字西ノ沢59番1（秋田県道48号横手東由利線交点）[4]北緯39度18分36.9秒 東経140度23分4.2秒
- 終点 : 秋田県横手市大森町上溝字松原59番1（秋田県道29号横手大森大内線交点）[4]北緯39度20分27.73秒 東経140度23分56.78秒
- 未供用区間 : なし[3]

### 歴史
- 1976年（昭和51年）4月13日 - 秋田県道に認定される[4]。

## 路線状況

### 重複区間
- 出羽丘陵広域農道：ほぼ全線

### 冬期閉鎖区間
- なし[5]

### 交通不能区間
- なし[6]

## 地理

### 交差する道路
| 施設名 | 接続路線名                 | 備考 | 所在地                       |
| ------ | -------------------------- | ---- | ---------------------------- |
|        | 秋田県道48号横手東由利線   | 起点 | 横手市雄物川町二井山字西ノ沢 |
|        | 秋田県道29号横手大森大内線 | 終点 | 横手市大森町上溝字松原       |